# فرانك بيرد (لاعب كرة قاعدة)
فرانك بيرد (بالإنجليزية: Frank Bird)‏ هو لاعب كرة قاعدة أمريكي، ولد في 10 مارس 1869 في سبنسر في الولايات المتحدة، وتوفي في 20 مايو 1958 في ورسستر في الولايات المتحدة.